# Rhodophthitus rudicornis
Rhodophthitus rudicornis är en fjärilsart som beskrevs av Butler 1898. Rhodophthitus rudicornis ingår i släktet Rhodophthitus och familjen mätare. Inga underarter finns listade.